# Helena Zahorska
Helena Zahorska-Pauly wł. Helena Ziółkowska (ur. 8 lutego 1893 w Warszawie, zm. 31 grudnia 1950 tamże) – polska aktorka teatralna i filmowa.

## Życiorys
Ukończyła gimnazjum Zofii Kurmanowej oraz Klasę Dramatyczną Warszawskiego Towarzystwa Muzycznego, gdzie kształcił się m.in. u Mieczysława Frenkla. Debiutowała w 1915 roku na deskach warszawskiego Teatru Małego. Następnie, do 1918 roku występowała w Krakowie, w Teatrze Ludowym oraz Teatrze im. Juliusza Słowackiego. Następnie powróciła do Warszawy, gdzie grała w Teatrze Praskim (1919), Teatrze Rozmaitości (1919-1924), Teatrze Narodowym (1924-1931) oraz Teatrze Kameralnym (1933). W kolejnych latach porzuciła aktorstwo - na scenę wróciła w 1938 roku, w zespole stołeczego Teatru Ateneum.
W latach II wojny światowej pozostała w Warszawie, występując w tajnych przedstawieniach oraz wieczorkach literackich. Przez ok. rok była również więziona na Pawiaku. Po zakończeniu walk, w 1945 roku występowała w zespołach objazdowych, a w sezonie 1945/1946 była członkinią zespołu Starego Teatru im. Heleny Modrzejewskiej w Krakowie. Wykładała również w krakowskiej Państwowej Szkole Dramatycznej. Następnie, aż do śmierci występowała w warszawskim Teatrze Powszechnym.
W 1947 roku wydała tom wierszy pt. "Warszawa, Stare Miasto i ja". Została pochowana na Cmentarzu Powązkowskim w Warszawie (kw. 90 (5/24)).

## Filmografia
- Pod jarzmem tyranów (1916) - córka Sosnowskiego
- D'Elmoro - walka o skarby (1922)
- Karczma na rozdrożu (1923) - karczmarka
- Trędowata (1926) - baronowa Idalia Elzonowska
- Romans panny Opolskiej (1928)
- Halka (1930) - matka Janusza
- Płomienne serca (1937) - Porębska, matka Wandy

Źródło: Film Polski